# Super Guachin
 (février 2022).
Super Guachin est un groupe de chiptune argentin, originaire de Mendoza. Il se distingue par son mélange de sonorités issues de la cumbia villera avec des genres tels que la house, la techno et le dubstep. Dans leurs productions, les membres utilisent des ressources non conventionnelles telles que des consoles de jeux vidéo rétro, des ordinateurs obsolètes et des synthétiseurs classiques et DIY (conçus et construits par eux-mêmes). Grâce à ce mélange de ressources, la presse les a catalogués comme l'un des projets pionniers du genre.

## Biographie
Super Guachin est formé au milieu de l'année 2008 en tant qu'expérimentation musicale d'Ignacio Brasolin, puis à la fin de la même année, son frère, Luciano Brasolin, le rejoint et devient membre de son projet. En 2009, ils sortent ensemble leur premier EP, Bass de la Villa, publié par le natlabel Cabeza!. À partir de ce moment, ils se font remarquer dans différents médias en Argentine et en dehors. En 2010, le duo fait partie de la compilation officielle de remixes de la chanson Mostro de Dante Spinetta. La même année, le groupe effectue une tournée en Argentine. Plus tard, leurs premières représentations internationales ont lieu dans les villes de Santiago et Valparaíso, au Chili.
En 2011, par le biais du label ZZK Records, ils sortent leur deuxième EP, intitulé Piratas y fichines, qui est publié dans toute l'Europe et dans divers pays d'Amérique latine. En avril 2012, ils sont invités à ouvrir pour Skrillex et Bassnectar, à Buenos Aires. En mai de la même année, ils deviennent le premier groupe argentin à participer au festival brésilien Sónar de São Paulo. En novembre, les labels Waxploitation et ZZK Records publient conjointement la compilation Future Sounds of Buenos Aires à laquelle le groupe participe avec son morceau Se pixeló el vinito.
En juin 2016, la chanson La Gorra est sélectionnée par Underground Producciones pour faire partie de la bande-son de la première saison de la production originale pour Netflix, El Marginal. En 2018, Ignacio et Luciano décident de prendre des chemins séparés, laissant Ignacio responsable du projet en tant que seul producteur.

## Discographie
- 2009 : Bass de la villa (EP, Cabeza!)
- 2011 : Piratas y fichines (EP, ZZK Records)